# Hinnerup
Hinnerup is een plaats in de Deense regio Midden-Jutland, gemeente Favrskov, en telt 7240 inwoners (2007). Het dorp ligt aan de spoorlijn Århus - Aalborg. Vanaf het station vertrekken ook treinen in de richting Struer.

## Voormalige gemeente
Hinnerup was tot 1 januari 2007 een gemeente met een oppervlakte van 76,26 km². De gemeente telde 12.048 inwoners waarvan 6009 mannen en 6039 vrouwen (cijfers 2005).
Bij de herindeling is Hinnerup opgegaan in de nieuwe gemeente Favrskov

## Parochies
Tot de gemeentelijke herindeling van 1970 behoorden de volgende parochies tot de voormalige gemeente Hinnerup:
- Foldby
- Grundfør
- Haldum
- Søften
- Vitten